# Danh sách tiếng lóng trong tiếng Việt của thế hệ Z
Tiếng lóng trong tiếng Việt của thế hệ Z hay được gọi ngắn là ngôn ngữ gen Z, những người sinh ra trong giai đoạn những năm 1990 đến cuối những năm 2000 (hoặc đầu những năm 2010) đã bắt đầu được sử dụng rộng rãi từ những năm 2010 khi thế hệ này bắt đầu trưởng thành và tiếp xúc với công nghệ từ sớm. Các cụm từ tiếng lóng này càng được trở nên phổ biến thông qua các nền tảng mạng xã hội như TikTok, Facebook, Instagram... bằng việc kết hợp nhiều ký tự, ngôn ngữ, biểu tượng hay pha tạp với các loại ngôn ngữ khác nhau mà không theo bất kỳ quy tắc. Tiếng lóng trong tiếng Việt của thế hệ Z cũng thường trở thành chủ đề tranh cãi trong việc lạm dụng từ ngữ này trong các văn bản hành chính, giao tiếp hay thậm chí là các kỳ thi của thế hệ trẻ. Tiếng lóng cũng được biến tấu các từ ngữ người lớn nhằm để tránh qua các chính sách kiểm duyệt của các nền tảng mạng xã hội.

## Lịch sử

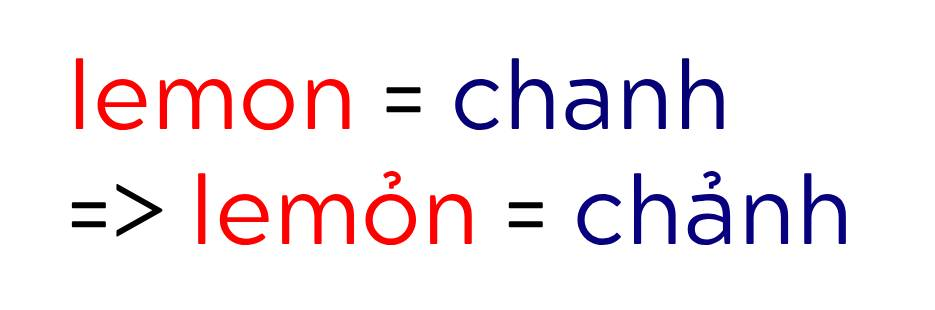
Một ví dụ trong cách chuyển đổi từ lóng của gen Z.

Tiếng lóng trong tiếng Việt đã xuất hiện từ lâu và trong Từ điển tiếng Việt của Viện Ngôn ngữ Việt Nam năm 1986 cũng định nghĩa về tiếng lóng là "cách nói một ngôn ngữ riêng trong một tầng lớp hoặc một nhóm người nào đó, nhằm chỉ để cho trong nội bộ hiểu được với nhau mà thôi". Tiếng lóng của thế hệ Z được cho là khá khác biệt so với tiếng lóng của các thế hệ trước đó. Việc giao tiếp dễ dàng với Internet càng làm cho tiếng lóng trở nên phổ biến ở mức độ rộng rãi và nhanh hơn trước rất nhiều. Thế hệ Z cũng được cho là có tư duy đột phá hơn các thế hệ trước đó, sẵn sàng đón đầu xu thế và sinh ra đã có sự hiện diện bên cạnh của Internet. Theo báo điện tử Đảng Cộng sản Việt Nam, "thanh niên Việt Nam hiện nay thích sử dụng tiếng lóng, coi nó như một thứ mốt [...]" và báo động tình trạng lạm dụng tiếng lóng trong giới trẻ ở Việt Nam. Tiếng lóng của thế hệ Z được hình thành mà không theo bất kỳ quy luật nào từ việc kết hợp lộn xộn giữa các biểu tượng, viết tắt, con số, dấu câu hay pha tạp giữa tiếng Anh, tiếng Pháp, tiếng Việt... Thậm chí trong Luật Báo chí 2016, việc "góp phần giữ gìn sự trong sáng của tiếng Việt" đã được đưa vào và xem là một trong những nhiệm vụ quan trọng của báo chí và nhà báo.

## Danh sách
| Thuật ngữ lóng    | Định nghĩa | Nguồn gốc | Ví dụ                                                        | Biến thể | Nguồn         |
| ----------------- | --- | --- | ------------------------------------------------------------ | --- | ------------- |
| 1 Jack            | 5 triệu | Sau khi ca sĩ Jack bị dính vào bê bối chu cấp 5 triệu đồng mỗi tháng cho con gái, cộng đồng mạng Việt Nam đã truyền tai việc "1 Jack = 5 triệu". | "Cho mình 1 Jack đi chơi lễ đi".                             | - 1 Villa = 400 triệu - 1 Chubin = 2 Jack | [ 10 ]        |
| 8386              | Được hiểu là "Phát tài, phát lộc" khi chuyển đổi Hán Việt các con số thành "Bát Tam Bát Lục". | Cụm từ trở nên phổ biến sau khi TikToker Dương Gió Tai phát trực tiếp và chúc mừng khán giả với câu, "Chúc chị em 8386, mãi đỉnh!". | "Chúc mọi người 8386"                                        | - "6677" – Xấu xấu, bẩn bẩn | [ 11 ] [ 12 ] |
| Ăn nói xà lơ      | Ám chỉ một người nào đó nói sai, không đúng với "xà lơ" đọc đúng là cụm từ "sai lơ", một từ ngữ địa phương. | Cụm từ xuất hiện sau khi một người livestream bán hàng nói con của mình rằng "Sao con nói vậy!? Ăn nói xà lơ". | "Sao con nói vậy? Ăn nói xà lơ"                              | Ăn nói sà lơ | [ 13 ]        |
| Bảnh              | Đây là từ lóng xuất phát từ ngôi xưng thứ nhất, ám chỉ "tôi", "tớ" và "mình". | Nguồn gốc từ này được cho là từ "bảnh bao" hoặc biến thể từ Khá Bảnh theo xu hướng tích cực và sau đó trở nên phổ biến trên Threads. | "Bảnh kể cho mọi người nghe"                                 | - Thắm - Sen | [ 14 ]        |
| Bủh               | Xuất phát từ cụm từ "burh" (một cách viết sai chính tả của "bruh"), một từ lóng tiếng Anh của cụm từ "bro" hoặc "brother", được hiểu là "người anh em".                                                                  | Du nhập vào Việt Nam, nhưng do bị lỗi trong việc gõ ký tự Telex trên bàn phím và việc viết sau chính tả đã nêu, "burh" đã trở thành "bủh" do chữ "r" trong kiểu gõ Telex là thêm dấu hỏi vào ký tự đằng trước. | "Đúng là bủh".                                               | - Dảk – ("Dark", hình thức đùa cợt trên nỗi đau hoặc đơn giản chỉ là thể hiện sự hài hước)                                                                                | [ 15 ]        |
| Cà hẩy            | Hành động đẩy hông hướng về phía trước với vũ đạo lắc lư hay còn được hiểu là "vừa cà, vừa hẩy". | Theo báo Thanh Niên, cụm từ "cà hẩy" xuất phát từ việc rapper Hieuthuhai sử dụng vũ đạo này khi biểu diễn trên sân khấu. | "Anh đó cà hẩy đẹp quá"                                      | | [ 16 ]        |
| Cà nhính          | Được hiểu nôm na cụm từ dùng để biểu thị sự thích thú, hào hứng của giới trẻ. | Bắt nguồn từ một đoạn livestream của ca sĩ Miko Lan Trinh và bạn trai của cô khi cùng ăn lẩu. Nữ ca sĩ đã liên tục nói "cà nhính, cà nhính" khi cầm dĩa thức ăn với biểu cảm thích thú. | "Cà nhính, cà nhính, cà nhính"                               | | [ 17 ]        |
| Cẩu lương         | Ám chỉ những hành động thân mật, ngọt ngào của các cặp đôi ở nơi công cộng hoặc là trước những người độc thân. | Theo VTC News, cụm từ này được xuất phát từ việc ẩn dụ hình ảnh chú chó phải ngồi im nhìn chủ ăn cơm, tương tự như việc người độc thân phải thấy người đã có chủ có những hành động thân mật. | "Tụi nó đang đi phát cẩu lương kìa"                          | Cơm chó | [ 18 ]        |
| Chằm Zn           | Trầm cảm, "Zn" được hiểu là ký tự hóa học của nguyên tố kẽm. Cụm từ được hiểu là "chằm kẽm", nôm na với "trầm cảm". | Xuất hiện lần đầu trên Fanpage Hội những người lười Việt Nam với nội dung "Con chằm Zn, con chằm Zn lắm mẹ à" được chế lại lời ca khúc Con Nhớ Nhà Lắm của nữ rapper Lil'S và Ry2c. | "Con chằm Zn quá mẹ à!"                                      | | [ 19 ]        |
| CMNR              | Viết tắt của cụm từ "Chuẩn mẹ nó rồi" hoặc 4 từ sau của "Chuẩn cơm mẹ nấu rồi". | Ban đầu cụm từ đầy đủ là "CCMNR" nhưng sau đó đã được tối giản thành "CMNR" xuất phát từ một chương trình do nghệ sĩ Xuân Bắc dẫn khi anh nói cụm từ "Chuẩn cơm mẹ nấu rồi". | "CMNR"                                                       | | [ 20 ] [ 21 ] |
| Cộng tươi         | Ám chỉ các chàng trai có vẻ bề ngoài đẹp và thu hút. Cụm từ là cách kết hợp giữa từ "cộng" trong cụm từ "dấu cộng", chỉ sự "dương" được hiểu như là "nam giới". Trong khi đó, "tươi" được hiểu như sự tươi mới, hấp dẫn. | Cụm từ xuất phát từ mạng xã hội TikTok diễn tả cho hành động khi thấy một chàng trai đẹp và thu hút ở trước mặt. | "Tôi khi thấy cộng tươi vào quán"                            | | [ 22 ]        |
| Dịu kha           | Được sử dụng để mô trả trạng thái nhẹ nhàng, dễ chịu hay thoải mái. | Từ xuất phát từ quá trình giao tiếp hàng ngày và được sử dụng ở một nhóm nhỏ cho đến khi phổ biến rộng rãi. | "Trời hôm nay dịu kha ghê"                                   | | [ 23 ]        |
| Elm               | Cách điệu từ đại từ nhân xưng "em". | Từ "elm" trở nên nổi tiếng khi hiện tượng mạng Salim đăng tải các đoạn video ngắn về việc chồng cô gọi mình là "elm". Cụm từ cũng đã đoạt giải Cụm từ lóng của năm của WeChoice Awards 2023. | "Elm đi đâu đấy elm?"                                        | | [ 24 ] [ 25 ] |
| Ét ô ét           | Cách đọc tiếng Việt cho cụm từ tiếng Anh "SOS", với hàm ý "cứu với". | Bắt nguồn từ TikToker Bà Toạn Vlogs khi được cộng đồng mạng hỏi rằng "Cô bị ép đúng không? Hãy ra tín hiệu đi", bà đã nhìn vào camera và liên tục nói "ét ô ét" một cách không cảm xúc. | "Ra tín hiệu ét ô ét đi".                                    | | [ 26 ]        |
| Fame              | Là một từ trong tiếng Anh, được hiểu là "danh tiếng", thường được sử dụng nhằm ám chỉ hành vi lợi dụng danh tiếng người khác để thu lợi cho cá nhân.                                                                     | Không rõ. | "Con nhỏ đó đang đi ké fame thằng kia".                      | Bú fame Ké fame Hám fame | [ 27 ]        |
| Flex              | Hành động khoe khoang hoặc phô trương những thứ vượt trội của bản thân theo hàm ý tích cực, truyền cảm hứng. | Bắt đầu trở nên phổ biến khi một hội nhóm Flex đến hơi thở cuối cùng trên Facebook được ra đời với vài triệu thành viên. | "Để tôi flex cho cả nhà xem nhé!"                            | | [ 28 ]        |
| G9                | Được hiểu là "chúc ngủ ngon". | Xuất phát của cụm từ này là "good night" trong tiếng Anh và được ngắn gọn hóa thành "G9" với "G" là viết tắt chữ cái đầu của từ "good" và "9" được đọc là "nine" trong tiếng Anh, đồng âm với từ "night". | "Tạm biệt nha, g9".                                          | | [ 29 ]        |
| Gét gô            | Được hiểu là "đi thôi" hoặc "làm theo", theo các đọc lái từ cụm từ tiếng Anh là "Let's go". | Cụm từ bắt nguồn từ việc một TikToker có tên Tới Trời Thần khi phát âm sai cụm từ "Let's go" thành "Gét gô" khi thực hiện thử thách 6 ngày 6 đêm dưới bãi sình. | "30 ngày nữa đi Đà Lạt. Gét gô"                              | Get gô | [ 30 ]        |
| Hồng Hài Nhi      | Cụm từ được sử dụng để ám chỉ các mối quan hệ giữa trai trẻ với một người lớn tuổi hơn. Trong đó, "Hồng hài nhi" được hiểu là trai trẻ.                                                                                  | Trào lưu được cho là xuất phát từ mạng xã hội Trung Quốc với tên gọi "thợ săn Hồng Hài Nhi" và sau đó trở nên phổ biến ở Việt Nam" | "Thợ săn Hồng Hài Nhi"                                       | - "Ngưu Ma Vương" – ám chỉ người đàn ông lớn tuổi hơn - "Tiểu Tiên Nữ" – ám chỉ các cô gái trẻ tuổi hơn - "Nhị Lang Thần" – ám chỉ cho các cặp đôi bằng tuổi              | [ 31 ]        |
| Hút độc rắn       | Ám chỉ hành vi quan hệ tình dục bằng miệng. | Cụm từ bắt nguồn từ phân cảnh nhân vật Mộng Di đại sư muốn hút độc cho Châu Tinh Trì trong bộ phim Thần ăn năm 1996 | "Muốn hút độc rắn".                                          | | [ 32 ] [ 33 ] |
| Khum              | "Khum" là từ được đọc lái so với từ "không" theo phong cách dễ thương, gần gũi hơn. | Được phát triển và sử dụng mạnh mẽ sau khi một Fanpage có tên Đài Tiếng nói gen Z sử dụng nhiều lần trong các bài đăng của mình. | "Khum muốn đâu" "Khum thích nha"                             | | [ 34 ]        |
| Kiwi kiwi         | Mang ý nghĩa "quá ngon", tương tự như cách dùng từ "mlem mlem". | Bắt nguồn từ một đoạn video ngắn trên TikTok, khi một người uống trà vị kiwi và cảm thấy ngon nên cứ lặp đi lặp lại "kiwi kiwi" rất nhiều lần. | "Món này thật kiwi kiwi".                                    | | [ 35 ]        |
| Lò vi sóng        | Sử dụng để chỉ hành động chia tay xong rồi quay lại quá nhiều ở các cặp đôi đang trong quá trình yêu đương. | Cụm từ được sử dụng dựa trên công năng của lò vi sóng khi sở hữu khả năng hâm nóng thức ăn, sau đó thức ăn nguội rồi lại hâm nóng. | "Mối quan hệ lò vi sóng"                                     | | [ 36 ]        |
| Luật hoa quả      | Ám chỉ "luật nhân quả" khi đọc trại từ "nhân" thành từ "hoa" cho đồng bộ với tên của các loại trái cây, hoa quả. | Cụm từ bắt nguồn từ video ngắn kể về những người muốn làm "giang hồ" nhưng lại sợ bị người khác đánh, nên khi nói thẳng cụm từ "luật nhân quả" thì người này đã nói thành "luật hoa quả". | "Luật hoa quả không chừa một ai".                            | - "Quả táo" – Quả báo - "Quả táo nhãn lồng" – Quả báo nhãn tiền | [ 37 ]        |
| Lịch sử đi bạn ơi | Cách nói nhẹ nhàng cho cụm từ "Lịch sự đi bạn ơi". | Cụm từ xuất phát từ mạng xã hội khi một người dùng bình luận cụm từ "lịch sự đi bạn ơi" thành "lịch sử đi bạn ơi". | "Lịch sử đi bạn ơi"                                          | - "Bớt địa lý đi bạn ơi" – Bớt đạo lý đi bạn ơi. - "Bớt thể dục lại" – Bớt thể hiện lại. - "Ngữ văn lên coi" – Văn minh lên coi. - "Toán học mà nói" – Thẳng thắn mà nói. | [ 38 ]        |
| Lemỏn             | Chảnh, xuất phát từ cụm từ tiếng Anh là "lemon" được dịch ra là "quả chanh", và cách điệu thêm dấu hỏi trong tiếng Việt để biến thành "chảnh".                                                                           | Không rõ. | "Con nhỏ này lemỏn quá"                                      | Le mỏn | [ 39 ]        |
| Mai đẹt ti ni     | Định mệnh đời tôi, đọc theo cách đọc cụm từ tiếng Anh "my destiny" của người Thái Lan. | Trở nên phổ biến sau khi bộ phim Ngược dòng thời gian để yêu anh được phát hành rộng rãi ở Việt Nam. | "Đẹt ti ni của anh ơi"                                       | Đẹt ti ni | [ 40 ] [ 41 ] |
| Mãi mận, mãi keo  | Được hiểu là "mãi mặn mà" và "mãi keo lỳ", ám chỉ sự gắn kết bền chặt, không thể tách rời. | Không rõ. | "Mãi mận, mãi keo nhé bạn tôi ơi"                            | Mãi mận Mãi keo | [ 42 ] [ 43 ] |
| Mlem mlem         | Có thể hiểu như "măm măm", thể hiện một thứ gì đó ngon lành, hấp dẫn. | Năm 2015, trên Imgur hay Reddit đã lan truyền video ngắn một chú mèo uống nước và phát ra âm thanh tương tự "mlem mlem". Cụm từ này cũng có thể ám chỉ con người, thay vì thức ăn như người đó xinh đẹp, hấp dẫn hoặc "ngon". | "Con nhỏ đó mlem mlem quá" "Chỗ này bán đồ ăn mlem mlem ghê" | | [ 44 ]        |
| Namkiki           | Được hiểu là "Nam Kỳ", một từ phân biệt vùng miền ở Việt Nam. | Cụm từ này xuất phát từ TikTok được tạo nên nhầm ám chỉ cụm từ "Nam Kỳ" và được sử dụng như một cách để phân biệt vùng miền. | "Chỉ có thể là namkiki".                                     | | [ 45 ]        |
| Nà ní             | Bắt nguồn từ "何" trong tiếng Nhật, được hiểu là "cái gì". | Xuất phát từ cụm từ "nani" trong tiếng Nhật, được dịch sang tiếng Việt hiểu là "Cái gì?". | "Nà ní"                                                      | Na ni | [ 46 ]        |
| Ní                | Sử dụng kết hợp với từ "mấy" thành "mấy ní" hoặc để riêng "ní", nhằm ám chỉ sự thân thiết. | "Ní" có xuất phát từ trong tiếng Hoa, khi người dân ở đồng bằng sông Cửu Long đọc trại cụm từ "nị, ngộ" mà thành. | "Chiều qua nhà tui chưa nha mấy ní".                         | | [ 47 ]        |
| Ngoan xinh yêu    | Được hiểu như sự ngoan ngoãn, dễ thương đối với một người nào đó | Xuất phát trên TikTok trong một video gia đình, khi người mẹ gọi đứa con là "Ngoan xinh yêu của mẹ đâu rồi". | "Ngoan xinh yêu của anh đâu rồi?"                            | | [ 48 ] [ 49 ] |
| Parky             | Được hiểu là "Bắc Kỳ", một từ phân biệt vùng miền ở Việt Nam. | Cụm từ này xuất phát từ TikTok được tạo nên nhầm ám chỉ cụm từ "Bắc Kỳ" và được sử dụng như một cách để phân biệt vùng miền. | "Đúng là parky"                                              | | [ 45 ]        |
| Phở bò            | Chỉ sử dụng phổ biến trên TikTok với nghĩa ám chỉ nền tảng Facebook. | Nhằm lách các chính sách hạn chế từ ngữ của nền tảng mạng xã hội khác của TikTok, mà thế hệ Z đã gọi "phở bò" như một cách nói lách ám chỉ Facebook, khi nền tảng này ở Việt Nam được viết tắt thành "F" và "B". | "Lướt phở bò đi". "Liên hệ mình bên phở bò nha".             | | [ 50 ]        |
| Rén               | Ám chỉ hành động sợ sệt, không dám làm một điều gì đó. | Bắt nguồn từ một nữ sinh nói chuyện với giọng điệu thách thức 4 học sinh khác theo kiểu, "rén rồi thì nói đi cưng". | "Mày rén rồi chứ gì?" "Rén rồi thì nói đi cưng".             | | [ 51 ]        |
| Sẽ gầy            | Hành vi quan hệ tình dục cùng giới. | Xuất phát từ "sex gay" trong tiếng Anh, nhưng cụm từ "sex" được biến đổi thành "sẽ" do lỗi gõ Telex, còn "gay" được thêm dấu thành "gầy". | "Phim sẽ gầy"                                                | | [ 33 ] [ 32 ] |
| Sít rịt           | Ám chỉ sự may mắn hiếm có mà mình gặp phải hoặc sự xui xẻo đến mức không nghĩ sẽ diễn ra. | Xuất phát từ việc phiên âm cụm từ "secret", được hiểu là "bí mật" trong tiếng Việt. Cụm từ trở nên thông dụng khi trào lưu "xé túi mù" trở nên phổ biến và những "túi mù" có quà đặc biệt thường được gọi là "secret" với tỷ lệ trúng cực thấp. Cụm từ này sau đó được lái sang tiếng Việt "sít rịt" nhằm ám chỉ việc khó có thể diễn ra. | "Bốc trúng sít rịt"                                          | | [ 52 ]        |
| Slay              | Được sử dụng để ngưỡng mộ, khen mộ ai đó làm tốt hoặc "rất đỉnh". | Dược dịch từ cụm từ "slay" trong tiếng Anh theo nghĩa "hạ gục", "làm say đắm" theo hướng tích cực. | "Trông bạn slay thế"                                         | | [ 53 ]        |
| Thăm ngàn         | Được hiểu là "làm việc", xuất phát từ cách phát âm "ทำงาน" trong tiếng Thái Lan. | Cụm từ được sử dụng nhiều lần trong một đoạn video quảng cáo phân bón của Thái Lan, trở nên phổ biến trên mạng xã hội Việt Nam vào năm 2020. | "Thăm ngàn, kẹp ngần, khỏ mia"                               | | [ 54 ]        |
| Trà xanh          | Tương tự "tiểu tam" hay "người thứ ba", chen chân vào mối tình của người khác. | Bắt nguồn từ "biểu lục trà" trong bộ phim Mối quan hệ kiểu Trung Quốc vào năm 2016 và có một nhân vật nữ dùng nhiều thủ đoạn để quyễn rũ nam chính và được anh gọi là "biểu lục trà". Tuy nhiên, khi du nhập vào Việt Nam, cụm từ này được thay đổi thành "trà xanh" ám chỉ "kẻ thứ ba".                                                  | "Có vẻ như người đó là trà xanh".                            | | [ 55 ]        |
| Trôn              | Cách Việt hóa của giới trẻ cho cụm từ "troll" trong tiếng Anh. | Cụm từ được lan truyền sau khi các TikToker Việt Nam hành động đùa giỡn một ai đó, sau đó thì bảo "trôn Việt Nam, trôn Việt Nam". | "Trôn thôi, trôn Việt Nam, trôn Việt Nam"                    | Trôn + địa danh ở nơi nào đó | [ 56 ]        |
| Ultr              | Viết ngắn của cụm từ "U là trời", mang nghĩa tương tự "Ơi là trời" – một câu cảm thán. | Không rõ. | "U là trời! Người gì mà đẹp dữ vậy".                         | | [ 57 ]        |
| Wibu              | Được hiểu là những người hâm mộ anime, manga, văn hóa Nhật Bản một cách cuồng nhiệt hoặc thể hiện bản thân mình am hiểu văn hóa Nhật Bản.                                                                                | Wibu là cách gọi cụm từ "Weeaboo" mà tiền thân của nó là "Wapanese", được kết hợp từ "white" hoặc "wannabe" với "Japanese". Khi xuất hiện tại Việt Nam, "Weeaboo" đã trở thành "Wibu". | "Thằng đó là Wibu chắc".                                     | | [ 58 ]        |
| Xì trây           | Đọc trại từ tiếng Anh cụm từ "straight", ám chỉ những người dị tính và kỳ thị cộng đồng LGBT. | Xuất phải từ cụm từ "straight" trong tiếng Anh, được các thế hệ Z trong cộng đồng LGBT ám chỉ những người dị tính có hành vi kỳ thị họ. | "Xì trây thượng đẳng có ổn không?".                          | | [ 59 ]        |
| Xịt keo           | Ám chỉ một trạng thái ngạc nhiên, đứng hình... và không nói nên lời. | Xuất phát từ biểu cảm của á hậu Mai Ngô khi cô có những biểu cảm dành cho thí sinh trong chương trình Hoa hậu Chuyển giới Việt Nam. | "Bị xịt keo cứng ngắt"                                       | | [ 60 ]        |
| Xu cà na          | Xui xẻo, "xu" được đọc theo cách hiểu là "xui" và được bổ sung cụm từ "cà na" được hiểu là một quả chua và hơi chát, mang hàm ý tiêu cực.                                                                                | Cụm từ được trở nên nổi tiếng và phổ biến khi hiện tượng mạng Võ Minh Hiếu sử dụng trong các phiên livestream của mình. | "Mới sáng sớm đã thấy xu cà na"                              | | [ 61 ] [ 62 ] |
| Yang lake         | Kết hợp giữa tiếng Việt và tiếng Anh. Từ "yang", đọc lái là "giang" và "lake" trong tiếng Anh dịch ra là "hồ". Cụm từ được hiểu là "giang hồ". Tuy nhiên, nó ám chỉ cho người "giả làm giang hồ".                        | Cụm từ xuất phát từ khoảng đầu năm 2020, từ lối chơi chữ của thế hệ Z với hàm ý miệt thị một cách hài hước. | "Phiêu bạt yang lake" "Người trong yang lake"                | | [ 63 ]        |

## Ảnh hưởng

### Văn hóa
Đăng tải trên báo Tuổi trẻ thủ đô, tờ này cho rằng việc sử dụng tiếng lóng thường xuyên và quá nhiều làm cho bản thân quên đi ý nghĩa ban đầu của từ ngữ đó. Thậm chí, trở thành thói quen và đưa các ngôn ngữ đó vào văn bản hành chính, nói chuyện với người lớn, cấp trên... khiến người khác cảm thấy không được tôn trọng. Thậm chí, Tạp chí điện tử Thương hiệu & Pháp luật còn cho rằng, thế hệ trước có thể xem thế hệ Z sử dụng từ ngữ lạ như một "sự suy đồi văn hóa". Báo Thanh Niên cho rằng, tiếng lóng ra đời nhằm cho thế hệ trẻ khẳng định cái tôi và vị thế của bản thân trong xã hội. Nhiều ý kiến cho rằng việc lạm dụng sẽ dần biến loại tiếng "lai căng" trở thành ngôn ngữ chính thức của tiếng Việt như thói quen vô thức của các thế hệ trẻ. Nhiều tờ báo Việt Nam cũng đã cảnh cáo cho rằng các bộ phim dành cho tuổi mới lớn cũng đang "cổ súy" cho giới trẻ khi sử dụng tiếng lóng vào các chương trình truyền hình. Tuy nhiên, nhiều từ ngữ như "cà khịa" cũng được phát hiện sử dụng phổ biến trên nhiều tờ báo ở Việt Nam. Thông qua các mạng xã hội và đặc biệt là TikTok, "ngôn ngữ của gen Z" cũng dần dần bắt đầu xuất hiện môi trường văn phòng. Vào năm 2019, khi đội tuyển Việt Nam giành chiến thắng nhiều tờ báo ở Việt Nam đã sử dụng từ "bão" hoặc "đi bão" để ám chỉ hành động ra đường cổ vũ. Tuy nhiên, tạp chí Người Làm Báo cho rằng việc này có thể sẽ khuyến khích, cổ vũ gây "mất trật tự công cộng, thậm chí cổ xúy cho phong trào đua xe trái phép" hay làm mất đi sự trong sáng của tiếng Việt.
Nhiều từ ngữ người lớn cũng được cho là đã sử dụng tiếng lóng nhằm để vượt qua chính sách của các nền tảng mạng xã hội như "sẽ gầy" (ám chỉ quan hệ tình dục đồng giới), "hút độc rắn" (ám chỉ quan hệ tình dục bằng miệng), "dầu gió" (ám chỉ loại thuốc kích dục), "xúc bình xăng con" (ám chỉ thủ dâm ở nam giới)... Tờ Thể thao & Văn hóa, cũng đã lên bài cảnh báo phụ huynh trước những từ lóng được xem là dung tục và không phù hợp trên mạng xã hội. Tờ báo này cũng cho rằng các từ ngữ tiếng lóng người lớn còn có cả "một hệ sinh thái".

### Giáo dục
Ở chương trình phổ thông, nhiều giáo viên cho rằng học sinh đã bị lạm dụng vào tiếng lóng và thậm chí còn đưa nó vào những bài kiểm tra hay ngay cả kỳ thi tốt nghiệp trung học phổ thông với những cụm từ "ah" (à), "ko" (không), "of" (của), "j" (gì)... Tuy nhiên, ở tờ báo Quảng Trị, nhiều giáo viên lại cho rằng không ghi nhận trường hợp nào học sinh lạm dụng từ lóng trong thi cử.
Trong một bài nghiên cứu của Khoa Du lịch & Ngoại ngữ Trường Đại học Sao Đỏ, đơn vị này cho rằng để học tốt một ngôn ngữ nào đó thì "không thể bỏ qua tiếng lóng" và loại tiếng này "đóng vai trò vô cùng quan trọng trong việc học một ngôn ngữ nào đó".